# St. Maria auf dem Sande
Die römisch-katholische Kirche St. Maria auf dem Sande (polnisch Kościół Najświętszej Marii Panny na Piasku), vollständig Zu unseren lieben Frauen auf dem Sande, auch Sandkirche genannt, befindet sich auf einer kleinen Oderinsel in Breslau direkt nördlich der Altstadt. Das Gotteshaus gehört zu den ältesten gotischen Kirchengebäuden Polens.

## Lage und Namensgebung
Das Gotteshaus steht auf der Sandinsel, die sich im Innenstadtbereich von Breslau in der Oder befindet. Zudem ist die Jungfrau Maria die Kirchenpatronin – aus beidem ergibt sich die Bezeichnung des Hauses.

## Geschichte

### Romanische Basilika

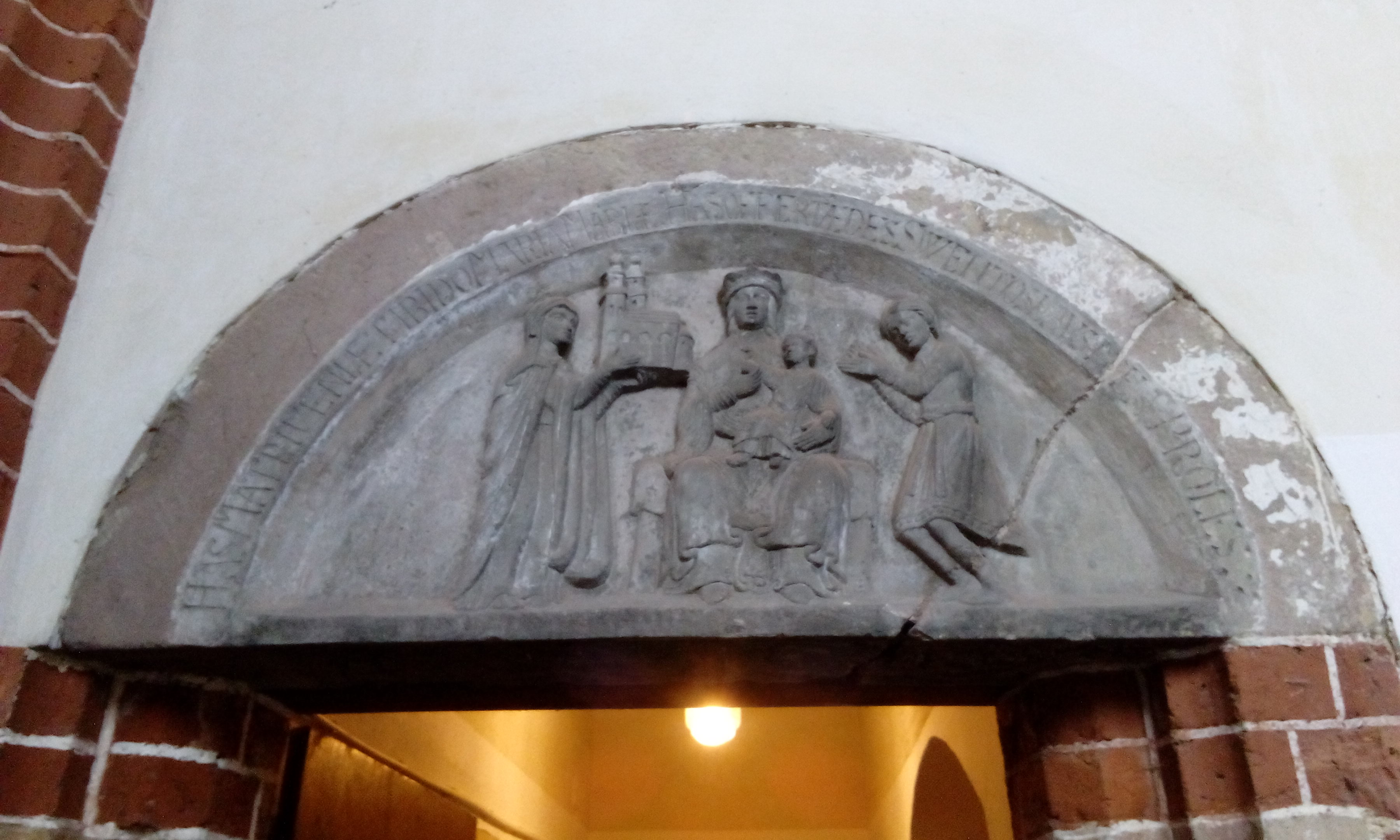
Tympanon des romanischen Vorgängerbaus

Die Familie des Statthalters Peter Włast ermöglichte Ende des 12. Jahrhunderts den Bau einer romanischen Basilika auf der Insel. Die Własts waren wohlhabend und bemüht, das Christentum in Schlesien zu verbreiten. Sie stifteten der Stadt Breslau mehrere bedeutende Bauwerke, darunter das an die Sandkirche angrenzende Augustiner-Chorherrenstift, das heute Teile der Universitätsbibliothek Breslau beherbergt.
Den Namen der Gottesmutter Maria erhielt die Sandkirche zu Ehren der Frau des Statthalters, Maria Włast. Über einem Durchgang an der südlichen Wand im Inneren der Kirche zeigt ein noch erhaltenes Tympanon (Giebelrelief) aus der alten Kirche neben der Madonna mit Kind Maria Włast als Stifterin, die der Mutter Gottes ein Modell der Kirche reicht; auf der anderen Seite ihren Sohn Swentoslaus. Das im Bogen darüber angebrachte Distichon lautet: „HAS MATRI VENIAE TIBI DO MARIA MARIAE HAS OFFERT AEDES SWENTOSLAVS MEA PROLES“ (Diese Kirche übergebe ich, Maria Włast, Dir, Gnadenmutter Maria, und mein Sohn Swentoslaus bringt sie Dir [ebenfalls] dar.).

### Gotische Hallenkirche

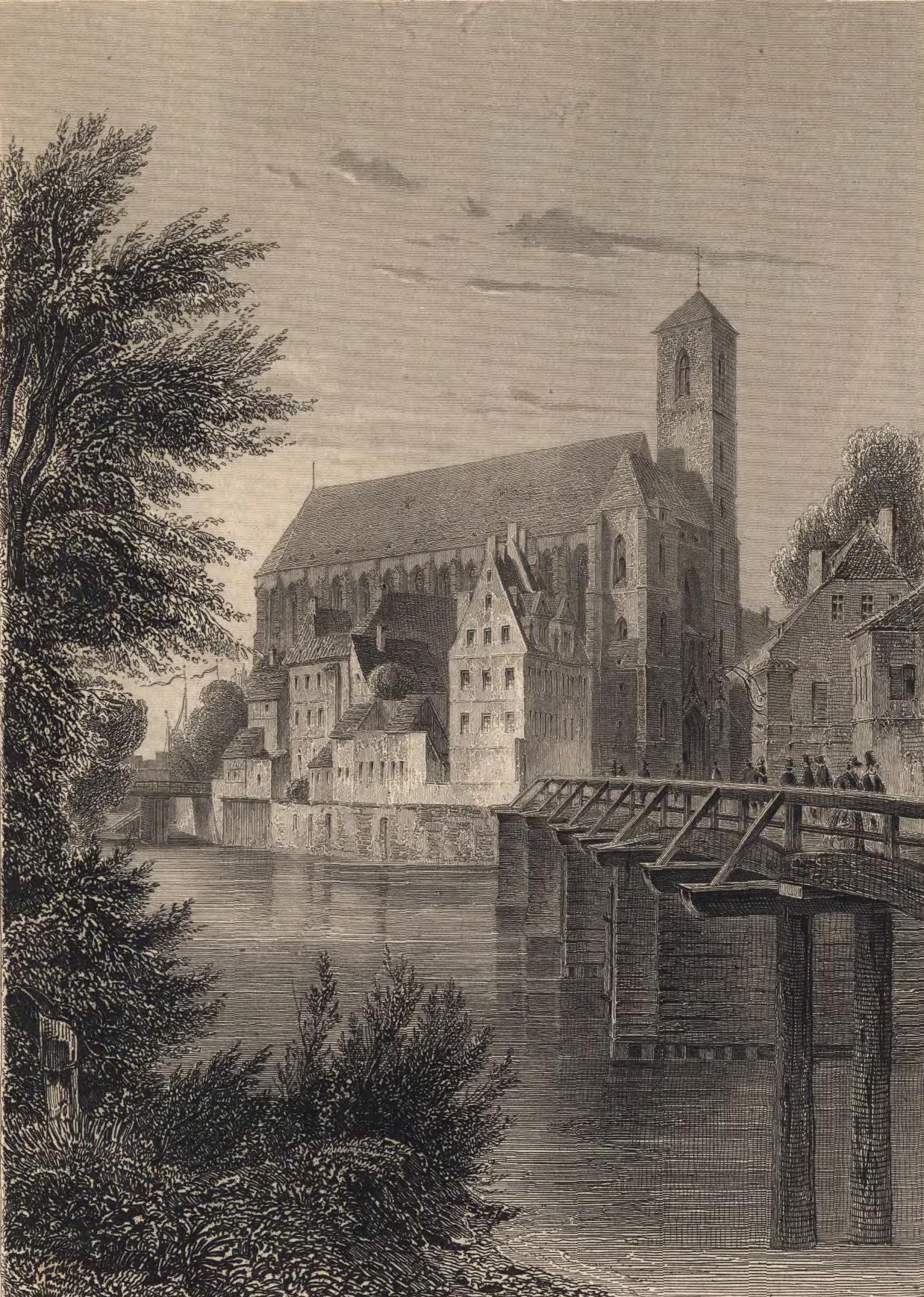
Stahlstich der Kirche aus dem 19. Jahrhundert

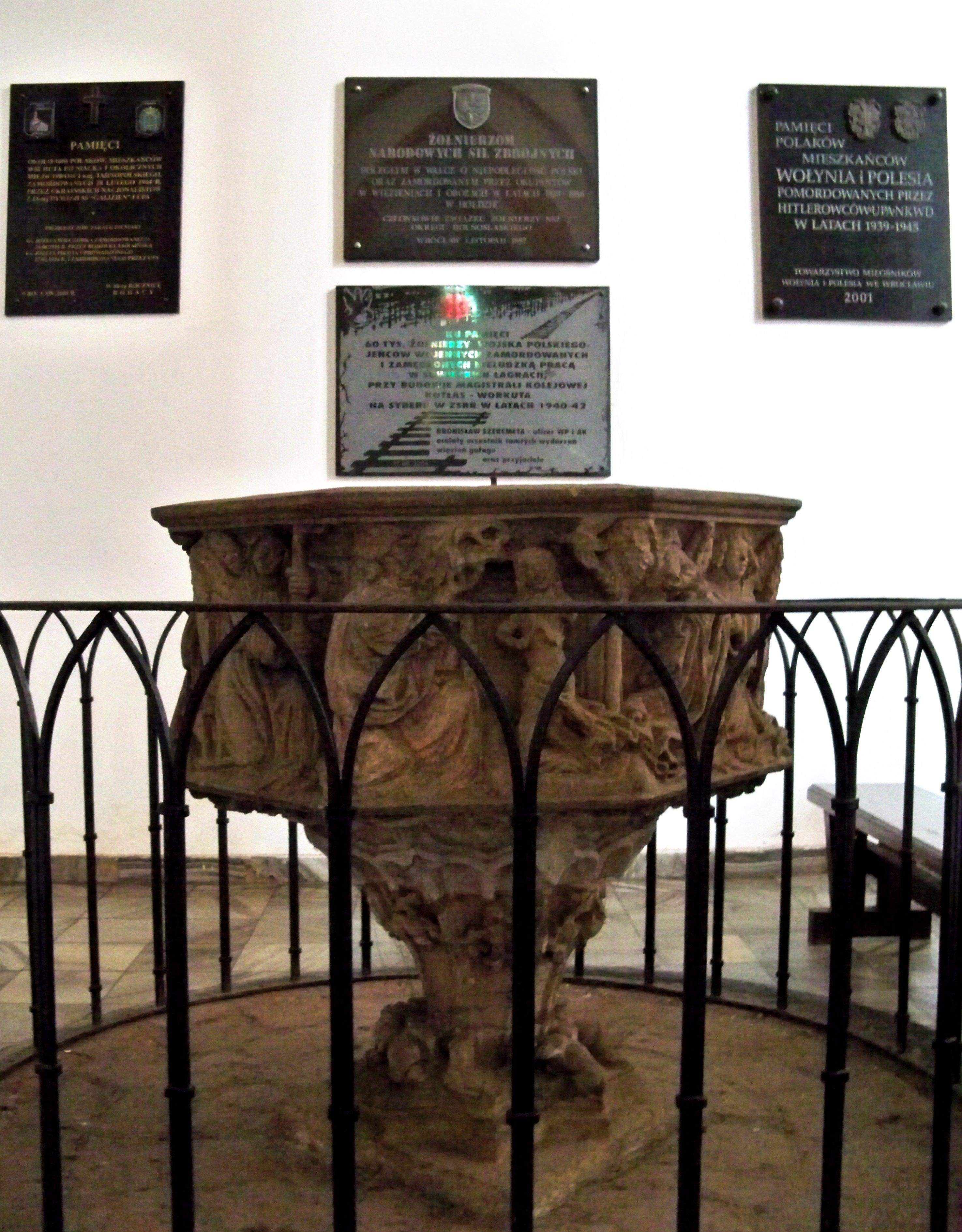
Gotischer Taufstein

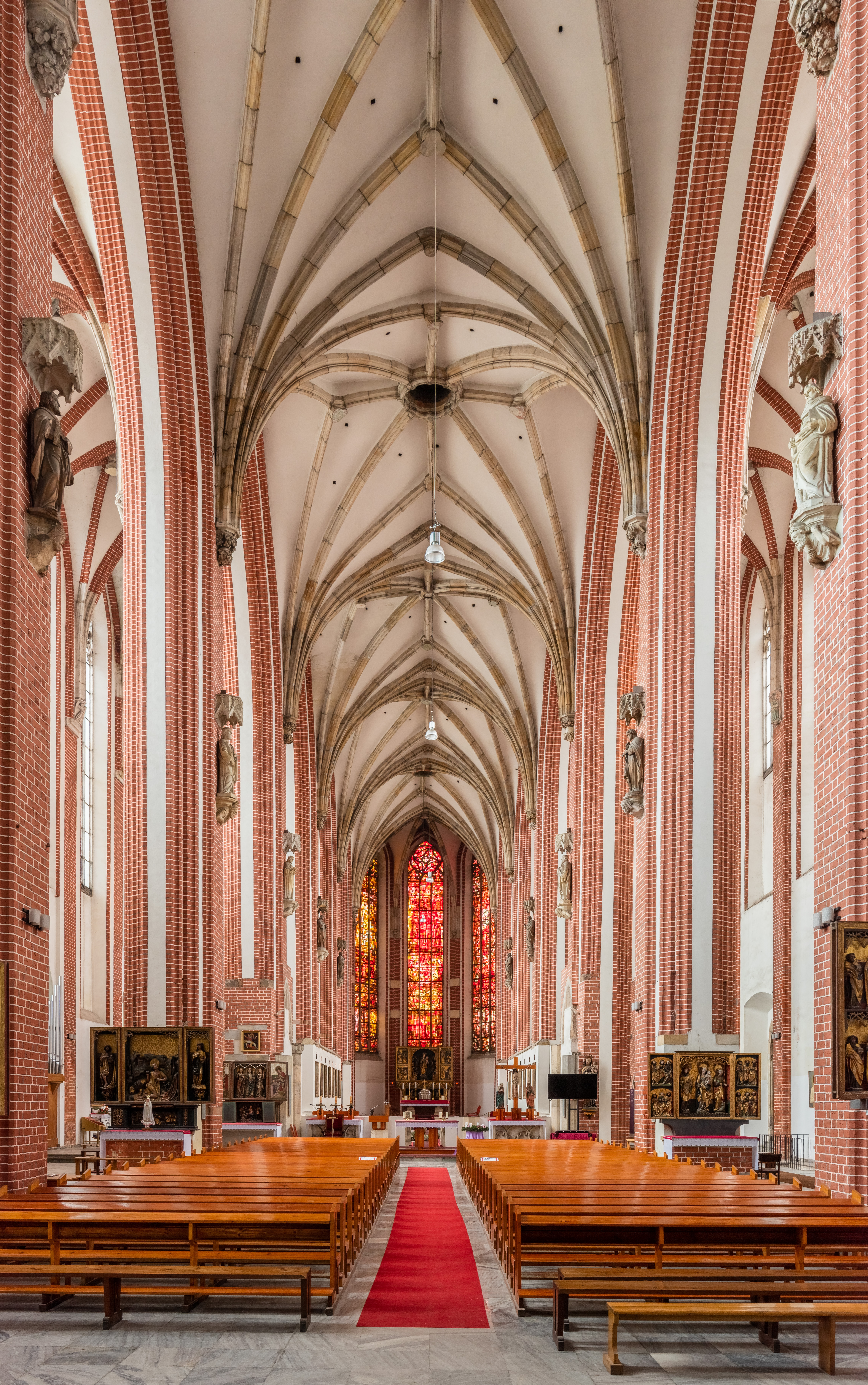
Dreischiffiger gotischer Backsteinbau mit Sterngewölbe

In der Frühphase der böhmischen Periode, gegen Anfang des 14. Jahrhunderts, wurde der alte romanische Bau abgerissen und an seiner Stelle von 1334 bis 1430 durch den Baumeister Peschel eine größere gotische Hallenkirche aus Backstein erbaut, die die Grundlage zum heutigen Bauwerk bildet. Ursprünglich sollte die Kirche zwei Türme erhalten, der Nordturm wurde jedoch nie vollendet. Im Gegensatz zu dem düsteren Äußeren der Kirche wirkt der große Innenraum lichtdurchflutet. Er besteht aus drei je 78 Meter langen Schiffen, die mit eigenen Chören (ohne Ambulatorium) mit 5/8-Grundriss abschließen. Auf zehn hohen, schlanken Säulen ruhen in 24 Meter Höhe das sechsjochige Sterngewölbe des Hauptschiffs und die typischen Springgewölbe der Seitenschiffe. Im 15. und 16. Jahrhundert wurden mehrere Anbauten angefügt, darunter die Heilig-Kreuz-Kapelle Antonio Coldins von 1666, die als ältester Barockbau Breslaus gilt. Im Dreißigjährigen Krieg wurde die Sandkirche 1632 von den Schweden geplündert. Hundert Jahre später zerstörte ein Blitz das Dach des Südturmes, wenige Tage nachdem die neue 740 Kilogramm schwere Glocke im Turm befestigt worden war. 1757, während des Siebenjährigen Krieges nutzten die Preußen die Sandkirche als Munitionsmagazin.

### Zerstörungen im Zweiten Weltkrieg
Im Zweiten Weltkrieg blieb Breslau bis Herbst 1944 vor Zerstörungen bewahrt. Im Januar 1945 wurde die Stadt zur Festung erklärt. Während der anschließenden sowjetischen Belagerung der inzwischen weitgehend evakuierten Stadt dienten die Sandkirche und das vormalige Augustiner-Chorherrenstift den Deutschen als Hauptquartier. Als Festungskommandant Breslaus steuerte General Hermann von Niehoff von hier die Defensive gegen die anrückende Rote Armee. Während der Schlacht um Breslau wurden die meisten historischen Bauwerke zerstört, auch die Sandkirche brannte aus. Neben den Gewölben und dem Dach wurde die komplette barocke Ausstattung zerstört, unter anderem Gemälde des schlesischen Barockmalers Michael Willmann, die von Ignatz Mentzel auf der Westempore errichtete Barockorgel und die von Franz Joseph Mangoldt geschaffene Kanzel.

### Wiederaufbau
Im Jahr 1946 begann der Wiederaufbau, der sich an den alten gotischen Plänen orientierte und auch die Deckengewölbe in ihrer vormaligen Form rekonstruierte. Die Siegesmadonna aus dem 16. Jahrhundert als Geschenk der ukrainischen Stadt Mariupol war der erste Teil der neuen Einrichtung. Die heutige Kirchenausstattung stammt aus zerstörten schlesischen Kirchen und dem Breslauer Diözesanmuseum. Nur das Tympanon der Stifterin und das gotische Taufbecken sind Überbleibsel aus der frühen Zeit der Sandkirche. Die Warschauer Künstlerin Teresa Reklawska fertigte 1968 farbige, moderne Glasfenster, die Szenen aus dem Neuen Testament darstellen. In der Kapelle der Blinden und Tauben ist während des ganzen Jahres ein übergroßes Krippenspiel aus unterschiedlichsten Blechfiguren aufgebaut, das mithilfe von mehr als 80 Motoren bewegt werden kann. Der Pfarrer der Sandkirche, Kazimierz Blaszyck, arbeitet seit über 20 Jahren mit blinden und tauben Kindern zusammen an ihr.

## Architektur
Es handelt sich weitestgend um ein Kirchengebäude im Stil der Backsteingotik, der unverputzt gelassen wurde.
Das Kirchenschiff gliedert sich in je zwei Seitenschiffe und ein hohes Mittelschiff. Hohe Kreuzrippengewölbe stützen in fünf Jochen das Bauwerk. 
Der Kirchturm mit einem quadratischen Grundriss ist massiv aus Backsteinen errichtet worden und wird mit einem relativ flachen Ziegeldach abgeschlossen. Die Treppen im Tum erhalten ihr Licht unter anderem durch hohe spitzbogige Fenster. An einer Seite der Turmwand befinden sich zwei schmale Stützpfeiler.
Auch an den Kirchenschiffen und der Apsis sind hochgezogene Stützpfeiler erkennbar.

## Augustiner-Chorherrenstift

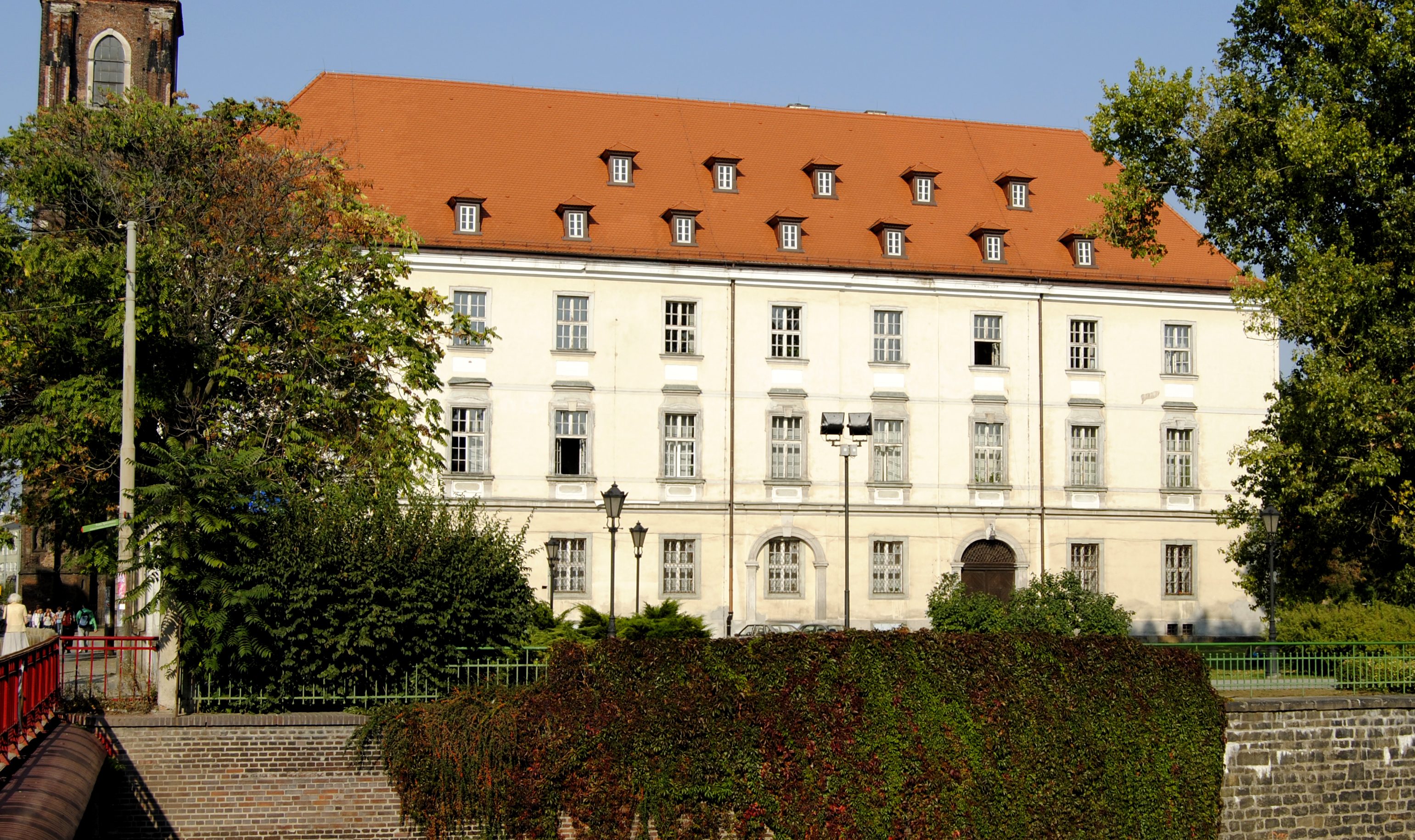
Ehemaliges Stiftsgebäude

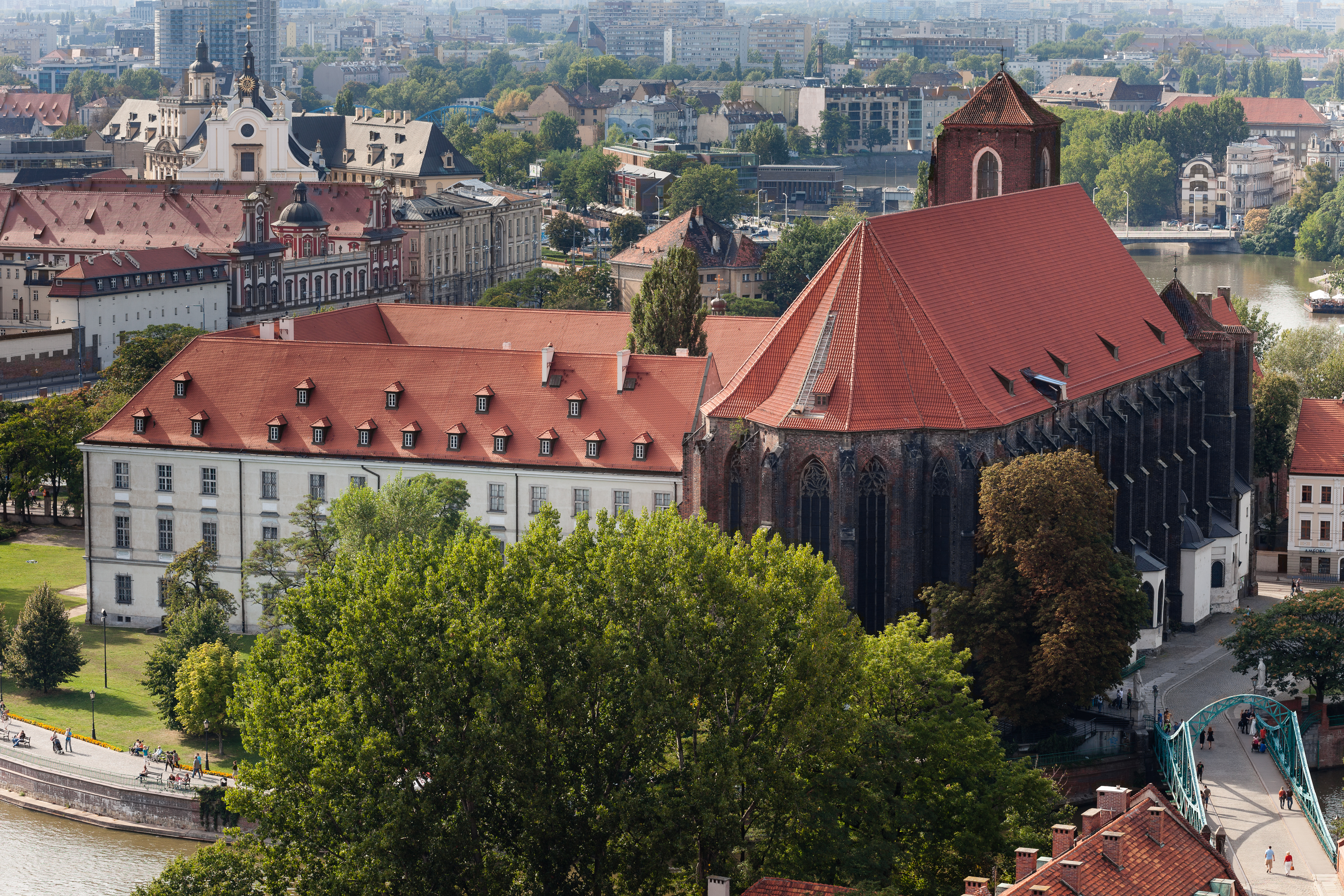
Kirche und links ehemaliges Kloster

Zur Unterhaltung des Klosters konnte sich das Sandstift im Laufe der Jahrhunderte im Umland reichlich Grundbesitz aneignen. Der Überlieferung nach waren die Propstei von Zobten und Gorkau durch eine Schenkung Peter Włast von 1110 an das Stift gekommen. Das Kloster besaß bis zur Säkularisation eine Kanzlei, mit einem Kanzler, Justiziar und Kanzlisten, sowie ein Wirtschaftsamt, mit einem Prokurator und eine Reihe von Amtsleuten unter Direktion des Abtes. Die Kanoniker der Kirche und des Klosters zu Unserer lieben Frauen auf dem Sande dienten entweder im Stift, in den Propsteien, oder in den Stadtpfarreien und umliegenden Landpfarreien. 1805 bestand der Grundbesitz ganz oder teilweise aus folgenden Ortschaften:
Kreis Schweidnitz:
- Zobten
- Gorkau
- Groß-Minkau
- Klein-Wierau
- Kaltenbrunn
- Seiferdau
- Klein-Bielau
- Strehlitz
- Marxdorf
- Guhlau
- Striegelmühle
- Strobel
- Qualkau
- Silsterwitz
- Tampadel

Kreis Breslau:
- Gabitz
- Höfchen
- Klein-Mochbern
- Korowanen
- Klein-Tinz
- Buchwitz
- Jerasselwitz
- Zweihof
- Broke
- Marienkranst
- Leerbeutel

Kreis Oels:
- Kunersdorf
- Klein-Oels
- Süßwinkel

Kreis Ohlau:
- Saulwitz
- Jankau
- Schockwitz

Kreis Wohlau:
- Klein-Kreidel
- Groß-Kreidel

## Persönlichkeiten aus der Geschichte der Kirche
- 1821: Kuratus Neugebauer, verließ in diesem Jahr das Pfarramt der Sandkirche[4]
- 1825: Pfarrer Haase[5]
- 1836: J. Demler[6]
- 1851–1854: Johannes Schneider, Kaplan an der Sandkirche (seit 1969 ruhen hier seine sterblichen Überreste)
- 1945–1947: Walter Laßmann, Pfarrer an der St. Josefskirche, kommissarischer Pfarrer der Sandkirche[7]